# Port lotniczy Le Bourget
Port lotniczy Le Bourget – lotnisko położone kilkanaście kilometrów na północ od centrum Paryża.
W czasie obu wojen światowych służyło jako baza wojskowa. Po II wojnie światowej było głównym portem lotniczym Paryża (do 1952). W 1977 zostało zamknięte dla międzynarodowych lotów, a w 1980 dla regionalnych.
Od 1953 co dwa lata odbywają się na nim jedne z największych pokazów lotniczych – Paris Air Show. Na jego terenie znajduje się także najstarsze na świecie muzeum lotnictwa i kosmonautyki (Musée de l’Air et de l’Espace – 19 tysięcy eksponatów).
Obecnie lotnisko funkcjonuje tylko jako port dla prywatnych samolotów i jest pod tym kątem najbardziej znaczącym lotniskiem biznesowym w Europie. Codziennie startuje tutaj około 100 prywatnych samolotów.